# Münsingen (Alemanha)
Münsingen é uma cidade da Alemanha, no distrito de Reutlingen, na região administrativa de Tubinga, estado de Baden-Württemberg.